# Адылов, Науфаль Исмагилович
Науфаль Исмагилович Адылов (тат. Нәүфәл Адылов; 1932—2004) — советский татарский скульптор, народный художник Республики Татарстан.

## Биография
Отец, юрист по профессии, оставил семью и вскоре, ещё во время Великой Отечественной войны, умер. Науфаля воспитывала мать. Рисованием увлёкся с детства, читал М. Горького, ездил в Нижний Новгород по горьковским местам.
Поступил в Казанское художественное училище, ученик основоположника искусства скульптуры в Татарстане С. С. Ахуна. Во время учёбы подрабатывал грузчиком. В 1951 году, не окончивший обучения, был призван на военную службу.
Отслужил срочную 4-х летнюю воинскую службу, во время службы выполнил лепные работы на строительстве клуба, а также создал бюст Сталина. Продолжил художественное образование и в 1957 году окончил скульптурное отделение Пензенского художественного училища имени К. Савицкого. Изучал искусство под наставничеством ученика Томского А. А. Фомина. После окончания училища вернулся в Казань, около двух лет не имел постоянной работы, пытался заниматься литературным творчеством. Стал участвовать в выставках, сделавшись известным, был принят в Художественный комбинат скульптором. Был дружен с Е. Куделькиным и С. Говорухиным.
Автор памятника Дзержинскому в Сарапуле, памятника поэту-герою М. Джалилю в посёлке Джалиль, монумента «Скорбящая» на Татарском кладбище. Создал реалистичные образы выдающихся деятелей истории и культуры (Пастернак и др.), свободно-опоэтизированные портреты любимых народом литературных, фольклорных, исторических персонажей (Булат и др.), а также выполненные в глубоко личностной, психологической манере частные портреты
Лауреат премии имени Баки Урманче (2003).

Могила Н. Адылова на Татарском кладбище Казани

Скончался после продолжительной болезни. Похоронен на Татарском кладбище в Казани.